# Coelotes decolor
Coelotes decolor là một loài nhện trong họ Amaurobiidae.
Loài này thuộc chi Coelotes. Coelotes decolor được miêu tả năm 1973 bởi Nishikawa.